# Quedius subapterus
Quedius subapterus es una especie de escarabajo del género Quedius, familia Staphylinidae. Fue descrita científicamente por Cameron en 1950.
Habita en Nueva Zelanda.